# 近衛歩兵第4連隊
近衛歩兵第4連隊（このえほへいだい4れんたい、近衛歩兵第四聯隊）は、大日本帝国陸軍の連隊のひとつ。

## 沿革
- 1886年（明治19年） - 第1大隊が編成完結
- 1887年（明治20年） - 第2大隊が編成完結

5月24日 - 軍旗拝受
- 1891年（明治24年）12月 - 近衛師団創設
- 1894年（明治27年） - 日清戦争に従軍
- 1899年（明治32年）3月31日 - 千葉県佐倉を29日に出発し東京市赤坂区青山（現・新宿区霞ヶ丘町）に移転[1]。
- 1904年（明治37年） - 日露戦争に従軍
- 1940年（昭和15年）

6月 - 動員下令、漢口作戦などに参加する
- 1941年（昭和16年）

7月 - 仏印（現・ベトナム社会主義共和国）サンジャック湾に上陸。仏印作戦に従軍した近衛歩兵第5連隊と合流し、サイゴン（現・ホーチミン市）に駐屯
12月8日 - 太平洋戦争開戦、連隊主力は陸路でタイ王国へ進攻、第3大隊は海上機動しバンコクに進出、マレー作戦を開始
3月12日 - シンガポール港を出発し北部スマトラ島平定作戦に従事、その後警備と防御陣地の構築をする
- 1945年（昭和20年）

8月15日 - 終戦
9月22日 - 軍旗奉焼

## 歴代連隊長
| 代 | 氏名           | 在任期間               | 備考               |
| -- | -------------- | ---------------------- | ------------------ |
| 1  | 伏見宮貞愛親王 | 1887.4.28 - 1892.12.8  | 中佐、1887.11.大佐 |
| 2  | 高井敬義       | 1892.12.8 -            |                    |
| 3  | 内藤正明       | 1895.2.16 - 1897.9.28  |                    |
| 4  | 一戸兵衛       | 1897.10.11 -           |                    |
| 5  | 谷田文衛       | 1898.10.1 - 1899.3.13  |                    |
| 6  | 山田保永       | 1899.3.13 - 1900.3.29  |                    |
| 7  | 梅沢道治       | 1900.3.29 -            |                    |
| 8  | 飯田英三       | 1904.7.5 - 1909.11.30  | 中佐、1905.4.大佐  |
| 9  | 高橋義章       | 1909.11.30 - 1911.9.6  |                    |
| 10 | 若見虎治       | 1911.9.6 - 1912.12.17  |                    |
| 11 | 武藤信義       | 1912.12.17 - 1915.4.10 |                    |
| 12 | 両角三郎       | 1915.4.10 - 1916.8.18  |                    |
| 13 | 黒田善治       | 1916.8.18 -            |                    |
| 14 | 千田嘉平       | 1918.7.24 -            |                    |
| 15 | 青山寛         | 1920.8.10 -            |                    |
| 16 | 三宅光治       | 1924.2.4 -             |                    |
| 17 | 小林道生       | 1926.3.2 -             |                    |
| 18 | 大浜石太郎     | 1928.3.8 -             |                    |
| 19 | 川岸文三郎     | 1929.8.1 -             |                    |
| 20 | 小野弘毅       | 1931.8.1 - 1932.8.8    |                    |
| 21 | 伊丹政吉       | 1932.8.8 -             |                    |
| 22 | 志岐豊         | 1933.3.18 -            |                    |
| 23 | 飯田祥二郎     | 1934.8.1 - 1935.8.1    |                    |
| 24 | 原田熊吉       | 1935.8.1 -             |                    |
| 25 | 丸山政男       | 1937.8.2 -             |                    |
| 26 | 原守           | 1938.7.15 -            |                    |
| 27 | 松崎直人       | 1939.3.9 -             |                    |
| 28 | 正木宣儀       | 1941.3.1 -             |                    |
| 29 | 国司憲太郎     | 1942.1.2 -             |                    |
| 末 | 上妻慶加       | 1944.3.1 -             |                    |

## 跡地
本連隊の本営跡は戦後、東京都に払い下げられ都営霞ヶ丘アパートが建設されたほか、都立明治公園が整備された。都営霞ヶ丘アパートは老朽化およびTOKYO2020に伴う国立競技場周辺の再整備に合わせて2016年に取り壊され、明治公園の拡張に充てられた。